# Cordillonotus stellatus
Cordillonotus stellatus är en insektsart som beskrevs av Samuel Hubbard Scudder 1984. Cordillonotus stellatus ingår i släktet Cordillonotus och familjen Rhyparochromidae. Inga underarter finns listade i Catalogue of Life.